# Manson (Iowa)
Manson – miasto w Stanach Zjednoczonych, w stanie Iowa, w hrabstwie Calhoun. W 2000 liczyło 1 893 mieszkańców.